# Sơn chanh Dịch Hoa
Sơn chanh Dịch Hoa (danh pháp hai phần: Melodinus axillaris) là một loài thực vật thuộc họ Apocynaceae. Đây là loài đặc hữu của khu vực miền nam tỉnh Vân Nam, Trung Quốc.